# Płonia (rzeka)
Płonia (niem. Plöne) – rzeka w północno-zachodniej Polsce o długości 72,6 km; powierzchnia dorzecza wynosi 1171,2 km². Źródła na wysokości ok. 48 m n.p.m. na Pojezierzu Myśliborskim, uchodzi do jeziora Dąbie na wysokości 1 m n.p.m. Średni spadek 0,6‰, średni przepływ przy ujściu 4,5 m³/s. Maksymalna rozpiętość wahań stanów wody w dolnym biegu rzeki wynosi ok. 1,5 m.

## Przebieg

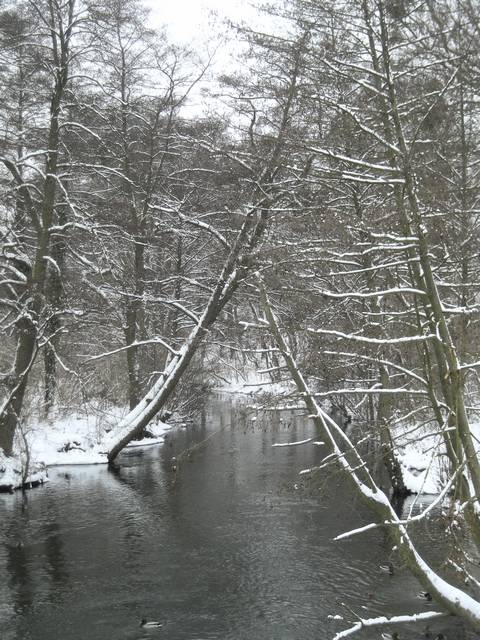
Płonia w Jezierzycach

Źródło rzeki znajduje się na południowy wschód od Barlinka w Barlinecko-Gorzowskim Parku Krajobrazowym. Kilka kilometrów na północ, przy północnej granicy Parku, wyznacza fragment granic między powiatami, najpierw myśliborskim i choszczeńskim, następnie pyrzyckim i stargardzkim. W okolicach Warszyna odbiera wody jedynego znaczącego w górnym biegu dopływu – strugi Strzelicy (źródła w okolicach Jagowa). Dalej przepływa przez jezioro Płoń na Równinie Pyrzycko-Stargardzkiej, od którego bieg Płoni o długości 5 km do jeziora Miedwie jest uregulowany i nazwany Kanałem Płońskim. W okolicach wsi Okunica krzyżuje się z torami nieczynnej linii kolejowej Stargard – Pyrzyce i przyjmuje od lewego brzegu wody Kanału Młyńskiego, a 3,5 km dalej przepływa przez jezioro Miedwie. Na południe od wsi Żelewo (gmina Stare Czarnowo) znajduje się ujęcie wody pitnej dla Szczecina. Nieopodal przepływa przez jeziora Żelewko i Płonno oraz wieś Kołbacz (jeziora Miedwie, Żelewko, Płonno oraz pobliskie jezioro Będogoszcz tworzyły niegdyś jedno wielkie jezioro – po zmeliorowaniu doliny Płoni poziom wód obniżył się, odsłaniając znaczną część dna jeziora, które skutkiem tego uległo „rozdrobnieniu”). 2 km na północ wpływa w granice administracyjne Szczecina, tworząc na osiedlu Jezierzyce dwa stawy: Cysterski i Klasztorny. Następnie wyznacza część granicy miasta (ok. 3,5 km), przepływa przez osiedle o tej samej nazwie i las stanowiący część Puszczy Goleniowskiej, w granicach miasta zwany Parkiem Leśnym Dąbie. Na terenie Szczecina rzeka przepływa przez dwa zespoły przyrodniczo-krajobrazowe w otulinie Szczecińskiego Parku Krajobrazowego „Puszcza Bukowa” – „Jezierzyce” i „Park Leśny w Strudze”. Po minięciu drogi krajowej nr 3 płynie na północ od torów linii kolejowej Szczecin – Stargard i krzyżuje się z torami w kierunku Goleniowa w okolicach stacji Szczecin Dąbie. Kolejno przepływa przez centrum osiedla i wpada do jeziora Dąbie. Przy ul. Przybrzeżnej niedaleko ujścia znajduje się port rybacki.

## Szlak kajakowy
Na całej długości jest dostępna dla kajaków. Początkowy odcinek miejscami trudny o bystrym nurcie i przeszkodach terenowych. Najwygodniejszy odcinek od jeziora Miedwie do Dąbia, choć po drodze kilka pozostałości elektrowni wodnych i progi wodne, a na jeziorze boczny wiatr i fala.

## Fauna
W dolnym biegu (poniżej jeziora Miedwie) dość atrakcyjna także dla wędkarzy, z liczną niegdyś populacją szczupaka, klenia, jazia, węgorza i białorybu. Z rzadszych gatunków ryb spotyka się wciąż w Płoni suma i objętą całkowitą ochroną gatunkową kozę (niegdyś bardzo liczna, obecnie w zaniku – prawdopodobnie na skutek zamulania i zarastania koryta rzeki). W ostatnich latach, prawdopodobnie dzięki zarybieniom, pojawił się w dolnym biegu nieliczny pstrąg potokowy (według informacji pozyskanych od lokalnych mieszkańców i starszych wędkarzy, autochtoniczny tj. nie pochodzący z zarybień pstrąg występował w Płoni prawdopodobnie aż do roku 1968 – kiedy miało miejsce zatrucie, po którym populacja pstrąga już się nie odrodziła) oraz troć wędrowna.

## Hydronimia
Nazwę Płonia wprowadzono urzędowo w 1949 roku, zastępując poprzednią niemiecką nazwę rzeki – Plöne.